# Daiki Numa
Daiki Numa (沼 大希 Numa Daiki?), född 2 maj 1997 i Osaka prefektur, är en japansk fotbollsspelare.
Numa började sin karriär 2016 i Kyoto Sanga FC. 2017 blev han utlånad till Gainare Tottori. Han gick tillbaka till Kyoto Sanga FC 2018. 